# Onthophagus murasakianus
Onthophagus murasakianus är en skalbaggsart som beskrevs av Shuhei Nomura 1976. Onthophagus murasakianus ingår i släktet Onthophagus och familjen bladhorningar.

## Underarter
Arten delas in i följande underarter:
- O. m. carnarius
- O. m. miyakoinsularis